# Лечугилья (пещера)
Лечуги́лья (также передаётся как Лечуги́я; англ. Lechuguilla) — пещера на территории национального парка «Карлсбадские пещеры». Одна из длиннейших пещер мира (222,5 км) и глубочайшая пещера континентальной части США (−489 м). Пещера уникальна по своему происхождению и многообразию кристаллических минеральных отложений. Название пещеры соответствует названию каньона, в котором располагается вход, а тот, в свою очередь, именуется по латинскому названию распространённого местного вида агавы (Agave lechuguilla).

## История исследований
До 1986 года Лечугия была известна под названием Misery Hole («Дыра страданий») и представляла собой колодец глубиной 25 м, приводящий в сухую системку ходов протяжённостью 120 м. В 1914 году из привходовой части пещеры немного добывали гуано. В 1950-х годах спелеологи отмечали шум ветра в завале на дне пещеры. В 1984 году спелеологи из Колорадо получили разрешение у руководства Карлсбадского национального парка на раскопки, и 26 мая 1986 года шурф вывел в новую часть пещеры.

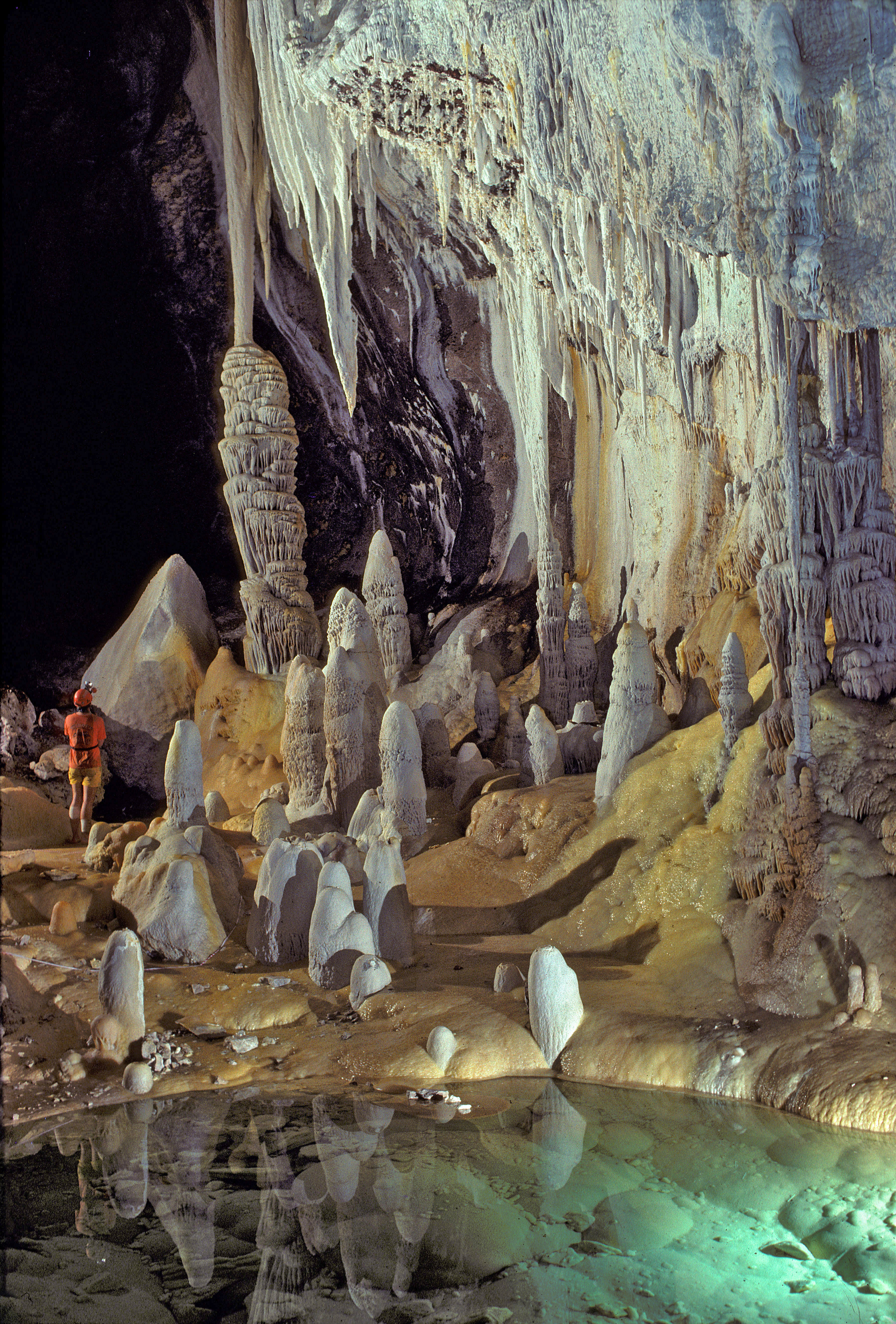
Натёчные образования пещеры Лечугия.

## Геология
В пещере встречается множество разнообразных натёчных и кристаллических образований, как карбонатных (кальцит, арагонит), так и сульфатных (гипс и пр.). Многие формы уникальны, например гигантские гипсовые «люстры» размером до 6 м.

## Видеосъёмки
В рамках документального сериала «Планета Земля» канал «Би-би-си» проводил съёмки в пещере Лечугия для четвёртой серии сериала, «Пещеры» (2007).